# Rodrigo (obispo de Segovia)
Rodrigo (m. 1249) fue un eclesiástico castellano, que primero fue deán de la catedral de Segovia y terminó ocupando el cargo de obispo de Segovia entre 1248 y 1249 hasta su muerte.
En 1247, siendo deán, fue nombrado para valorar las rentas de toda la diócesis, junto con Juan, arcediano de Segovia, y Sancho, arcediano de Sepúlveda, con motivo del pleito habido entre el cabildo y el entonces obispo don Bernardo, sobre el repartimiento de las rentas comunes. Fallecido el obispo, fue promovido para ocupar la silla episcopal, aunque apenas permaneció en el cargo un año, al sobrevenirle la muerte en 1249.
| Predecesor: Bernardo | Obispo de Segovia 1248 - 1249 | Sucesor: Raimundo de Losana |